# Penobscot Building
Penobscot Building er en skyskraber i centrum af Detroit, Michigan i USA. Med sine 172,2 m var den 47-etagers Penobscot den højeste bygning i Michigan fra den var færdigbygget i 1928 til bygningen af Renaissance Centers centrale tårn i 1977. Kontorbygningen har 2 etager under jorden og 45 etager over jorden, og dermed i alt 47 etager. Det trådløse internet-netværk i centrum af Detroit har knudepunkt i bygningen.

## Historie
Da bygningen var færdigbygget, var den den ottendehøjeste bygning i verden og den højeste udenfor New York City og Chicago. Som mange andre bygninger fra 1920'erne, er den inspireret af Art Deco, blandt andet dens H-form (designet for at få mest mulig sollys ind i bygningen) og de skulpturelle indhak, som får de øverste etager til gradvist at blive mindre. Bygningens arkitekt, Wirt C. Rowland, tegnede også andre skyskrabere i Detroit som Guardian Building og Buhl Building i samme årti. Om natten er bygningens øverste etager belyst, med det røde signal på radiomasten kronende på toppen.
Selv om Penobscot Building har flere etager end One Detroit Center (45 etager over jorden mod One Detroits Centers 43), er One Detroit Centers etager og spir højere med en taghøjde omtrent tyve meter højere end Penobscots. Den overdådige Penobscot er en af mange bygninger i Detroit, som indeholder arkitektoniske skulpturer af Corrado Parducci.
Penobscot Building fungerede som et pejlepunkt for piloter i flyvningens tidlige dage, grundet dens nordvendte placering. Bygningen inspirerede delvis Empire State Building i New York, og mange bygningsarbejdere arbejdede med opførelsen af begge bygninger.
Bygningen er også delvis tilknyttet en ældre og kortere bygning, Penobscot Annex, som har en lignende form. De to bygninger er en del af Penobscotkvarteret ved Griswold Street og West Fort Street. Den er den sidste del af Penobscotkomplekset, som blev bygget.
Bygningen er opkaldt efter Penobscot, en indianerstamme fra Maine, og er dekoreret med indianske motiver, især i indgangsporten og i metalarbejdet i lobbyen. Udvendigt er den beklædt med kalksten fra Indiana og har et fundament i granit. På mærkedage lyser Penobscot Building sammen med den nærliggende One Woodward Avenue natten op med rødt, hvidt og blåt på USA's uafhængighedsdag og Canada Day, og med rødt, hvidt og grønt i julesæsonen. Samtidig lyses radiomasten op i glitrende guld for at ligne et gigantisk lysende juletræ med et glitrende rødt signal på toppen.